# Fundus-Gruppe

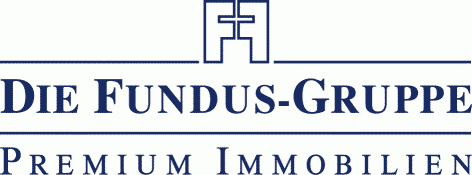
Logo der Fundus-Gruppe

Der Familienkonzern Fundus-Gruppe war bis 2015 eines der größten Immobilienunternehmen in Deutschland. Er wurde von Anno August Jagdfeld gegründet. Geschäftsführer waren Anno August Jagdfeld und Helmut Jagdfeld (1957–2019). Der Firmensitz war Düren und Disternich.
Auch wenn die Hotels der Gruppe nur einen Teil des Umsatzes ausmachten, erlangte die Gruppe durch Betriebe wie das Hotel Adlon in Berlin, das Grandhotel Heiligendamm (G8-Gipfel), das Hotel Mercure in Leipzig und das Parkhotel Quellenhof in Aachen Bekanntheit.
Die Fundus-Gruppe wurde um 2015 in die Deutsche Immobilien Gruppe überführt, verbunden mit einem Besitzübergang auf Benedikt Jagdfeld, den Sohn von Anno August Jagdfeld.

## Projekte
Mit der Fundus Fonds-Verwaltungen GmbH werden geschlossene Immobilienfonds aufgelegt. Diese umfassen meist gehobene Objekte (so genannte Luxus-Immobilien), wie z. B.
- das Strandhotel Zingst-Darß auf der Halbinsel Zingst in Mecklenburg-Vorpommern
- das Grandhotel Heiligendamm (Fundus-Fonds 34), Geschäftsentwicklung siehe unten
- das Parkhotel Quellenhof in Aachen (Fundus-Fonds 33)
- das Hotel Adlon in Berlin (Fundus-Fonds 31), Geschäftsentwicklung siehe unten
- das Renaissance-Hotel in Chemnitz
- das Hotel Mercure am Gutenbergplatz in Leipzig
- das Hotel Mercure Berlin City Ost
- das Renaissance-Hotel in Atlanta, USA
- das Hotel Deutscher Kaiser in München (Fundus Fonds 12)

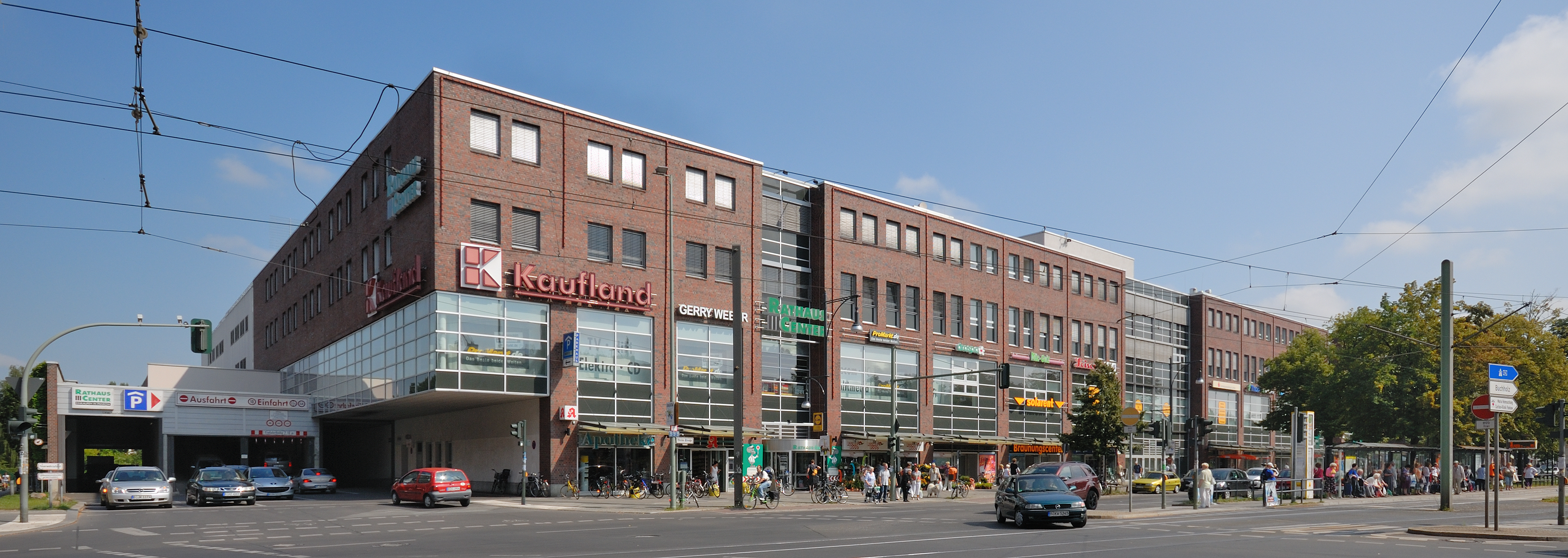
Rathaus-Center Pankow

Zur Gruppe gehören auch Wohnanlagen und Büro-/Geschäftshäuser in ganz Deutschland, wie z. B.
- Rathauscenter Pankow (Einkaufszentrum Berlin)
- Spreebogen Plaza (Büroimmobilie Berlin)
- Plaza Frankfurter Allee, Berlin (Fundus-Fonds 28)
- Gutenberg-Galerie, Leipzig (Fundus-Fonds 29)
- Die Pyramide (Hochhaus), Berlin (Fundus-Fonds 27), verkauft 2006

- Rathaus-Center Wilhelmshaven KG i.L.

Projekte in der Entwicklung:
- Kunsthaus Tacheles in Berlin, 1998 erworben, geplant: Quartier am Johannishof nach einem Entwurf von Andrés Duany, genehmigt 2003, bisher keine Investoren für das geschätzte 400-Mio.-Euro-Projekt[2]
- die Halbinsel Wustrow bei Rerik in Mecklenburg-Vorpommern, 1998 erworben

## Geschäftsentwicklung einzelner Fonds und öffentliche Wahrnehmung
Über Fonds der Fundus-Gruppe wird in den Medien häufiger berichtet, Schwerpunkte bilden dabei die Hotel Adlon Kempinski und Grand Hotel Heiligendamm:

### Hotel Deutscher Kaiser, München (Fundus-Fonds 12)
Der Fonds hat mit Ausnahme von drei Jahren Ausschüttungen an seine Gesellschafter gezahlt, die jedoch deutlich hinter den Prospektangaben zurückblieben. 97 Prozent der Stimmrechte werden durch Anno August Jagdfelds Treuhandgesellschaft Jagdfeld & Partner Steuerberatungs-GmbH (aufgrund der Stimmrechtsanweisungen der Treugeber) vertreten. Ende November 2010 meldete der Fonds den Verkauf der Immobilie für 38,5 Mio. Euro. Der Fonds kann damit über die bereits erfolgten 30 Prozent (andere Quellen nennen 69 Prozent) im Zuge seiner Abwicklung weitere 130 bis 135 Prozent des Kommanditkapitals ausschütten. Berechnet auf 26 Jahre Laufzeit entspricht dies einer jährlichen Verzinsung von etwa 2,31 Prozent (bzw. knapp 4 Prozent) bei vollständigem Kapitalrückfluss.

### Plaza Frankfurter Allee, Berlin (Fundus-Fonds 28)
2002 sollten die Gesellschafter des Fundus Fonds 28 entscheiden, 4,8 Millionen Euro an die Bredero Deutschland GmbH zu zahlen, die zur Gruppe von Anno August Jagdfeld gehört. Hintergrund war eine Mietgarantie im Fondsprospekt, die nur für Verluste bei Vollvermietung, aber nicht bei Leerstand gelte. In den Jahren 1996 bis 1999 hatte Bredero, mit der Vermarktung des Objekts betraut, deshalb rund 14,7 Millionen Euro an den Fonds gezahlt. Rund ein Drittel wurde 2002 mit der Begründung zurückgefordert, die Mietgarantie hätte nur für Verluste bei Vollvermietung, aber nicht bei Leerstand gegolten. Kritiker äußerten deshalb die Meinung, es wäre für Bredero günstiger gewesen, das Objekt nicht zu vermieten, als Erträge unterhalb der Prospektversprechen zu erzielen. Auch die Investoren des Fundus Fonds 29 (Gutenberg-Galerie, Leipzig) sollen an Bredero zurückzahlen.

### Gutenberg-Galerie, Leipzig (Fundus-Fonds 29)
Rund 1300 Investoren zeichneten 1994 Anteile im Wert von 56 Millionen Euro. Hinzu kamen Fremdmittel, so dass sich eine Gesamtinvestitionssumme von 78 Millionen Euro ergab. 2002 forderte die Bredero Deutschland GmbH gezahlte Mietgarantien zurück (siehe Fundus-Fonds 28). 2006, als die finanzierende Bank die Rückzahlung der Darlehen in Höhe von 25 Millionen Euro forderte, wies die Fondsbilanz etwa 22 Millionen Euro aus. Ein Verkehrswertgutachten vom 15. Dezember 2006 taxierte das Objekt mit einem Wert von 17,5 Millionen Euro. Anfang 2009 wurde die Gutenberg-Galerie für 12,25 Millionen Euro versteigert und von einer der Gläubigerbanken, der Westdeutsche Landesbank AG erworben.

### Hotel Adlon Kempinski (Fundus-Fonds 31)

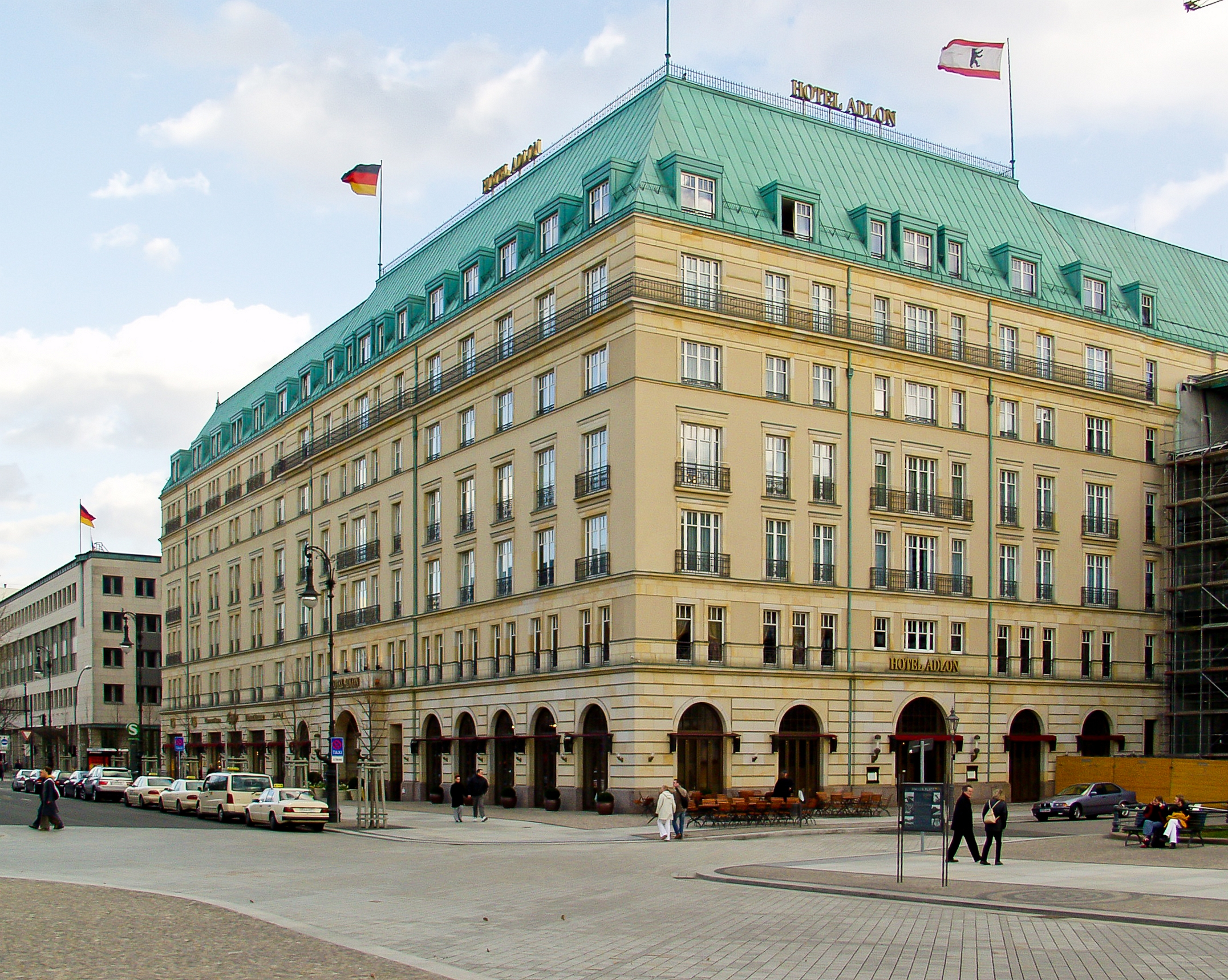
Hotel Adlon in Berlin (2004)

Rund 5000 Anleger besitzen Anteile des Fonds. Bei Abstimmungen auf der Gesellschafterversammlung stimmen nur ca. 12 Prozent individuell, 88 Prozent kontrolliert Anno August Jagdfeld über seine Treuhandgesellschaft Jagdfeld & Partner Steuerberatungs-GmbH aufgrund des Treuhandvertrages § 2 nach „pflichtgemäßem Interesse“. Das Hotel wird von der Kempinski-Gruppe betrieben, der Vertrag läuft bis 2016. Vereinbart ist die Zahlung von zwölf Millionen Euro Miete jährlich sowie die Hälfte der Einnahmen, die über diesen Betrag hinaus erwirtschaftet werden. Diese Mehreinnahmen wurden seit 1999 nicht erwirtschaftet. Seit etwa 2008 betreibt die Adlon Holding mit dem Geschäftsführer Julius Jagdfeld, Sohn von Anno August Jagdfeld, im südlichen Gebäudeteil vier Restaurants (die Wellnesslandschaft Adlon Day-Spa wird inzwischen vom Hotel Kempinski selbst betrieben). Inhaber dieser Betriebe ist die Jagdfeld-Gruppe. Aufgrund der Verluste, die diese Holding schreibt, soll diese frühestens 2012 die volle Jahresmiete zahlen können; bisher wurde keine Miete gezahlt. Ein Besserungsschein steht Ende 2009 bereits bei 3,57 Millionen Euro. Die Zustimmung für den weiteren Mietverzicht zugunsten der Adlon Holding konnte Anno August Jagdfeld mit seiner Stimmmehrheit beschließen. Im Auftrag von rund 120 Anlegern laufen derzeit drei Gerichtsverfahren gegen die Geschäftsführung des Fonds vor dem Landgericht Aachen. Die Anteilseigner des Fonds erhielten 2009 keine Ausschüttung. Ebenso wird auch 2010 keine Ausschüttung gezahlt. Das Landgericht verurteilte die Fondsgeschäftsführung, die Namen der rund 5000 Anleger den anderen Anlegern bekannt zu geben, um eine gemeinsame Interessenvertretung organisieren zu können. Die Fondsgeschäftsführung kündigte die Revision gegen das Urteil an. Der Bundesgerichtshof urteilte in anderer Sache, dass Gesellschafterdaten auf Verlangen anderer Gesellschafter herausgegeben werden müssen, und die rund 4.400 Gesellschafter des Fundus-Fonds 31 wurden in der Folge anderen Gesellschaftern offengelegt.
Eine Interessensgemeinschaft aus Gesellschaftern hat für die Gesellschafterversammlung am 26. August 2011 die Abwahl und Neuberufung der Geschäftsführung auf die Tagesordnung der Versammlung setzen lassen, August Jagdfeld konnte jedoch 74 % der Stimmen hinter sich sammeln, so dass die Abwahl scheiterte. Im September 2012 erhob die Kölner Schwerpunktstaatsanwaltschaft für Wirtschaftsdelikte Anklage vor dem Landgericht Aachen in mehreren Punkten, unter anderem wegen Untreue, gegen Anno August Jagdfeld als Geschäftsführer des Fonds. Die Anklage wurde jedoch vom Landgericht Aachen durch Beschluss vom 17. Dezember 2013 (86 KLs-115 Js 601/09 -2/12) in allen Anklagepunkten nicht zugelassen. Die hiergegen durch die Staatsanwaltschaft Köln eingelegte Beschwerde wurde durch Beschluss des Oberlandesgerichtes Köln am 26. Juni 2014 verworfen (2 Ws 189/14).
Im November 2012 konnte Jagdfeld seine Abberufung als Fondsgeschäftsführer verhindern und 70 % der Stimmen für seine Entlastung gewinnen. Zugleich stimmten die rund 4.400 Anleger mit 95 % für eine vorzeitige Verlängerung des Pachtvertrags bis 2032 mit der Hotelkette Kempinski. Zudem steht ein Rechtsstreit über die Namensrechte „Adlon“ im Raum.
Das Hotel Adlon ist Mitglied im Hotelverbund  The Leading Hotels of the World.

### Grand Hotel Heiligendamm (Fundus-Fonds 34)

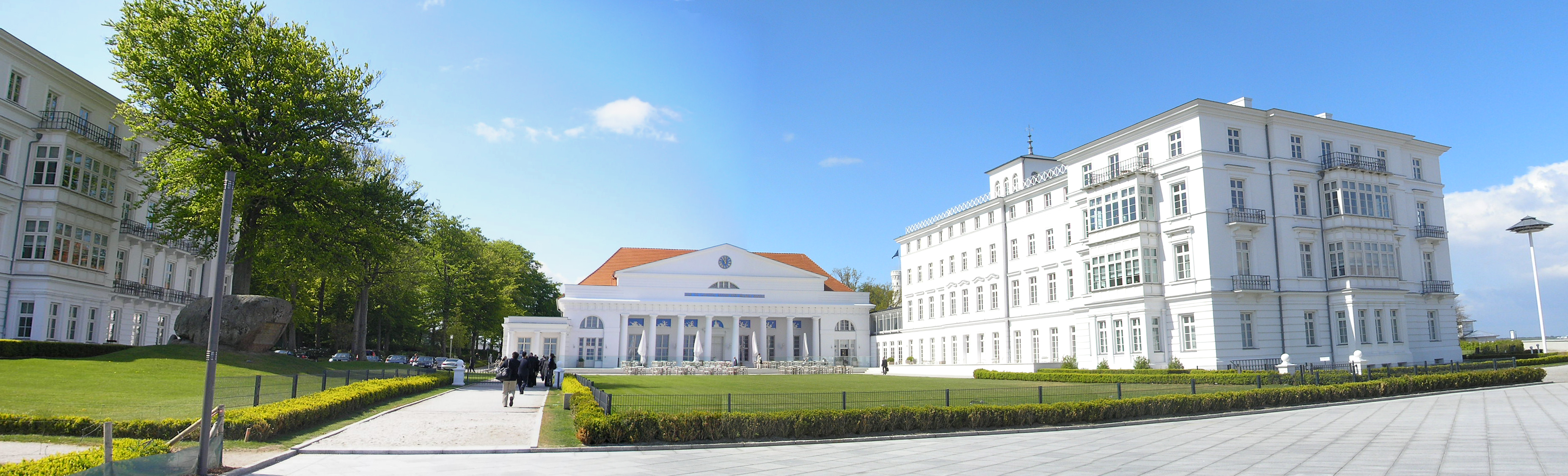
Kurhaus und Haus Mecklenburg im Ensemble in Heiligendamm (2007)

Rund 2000 Anleger besitzen Anteile des 1999 aufgelegten Fonds. Im Frühjahr 2003 wurde das Hotel vom Betreiber Kempinski eröffnet. Im Februar 2009 kündigte Kempinski den Betreibervertrag nach Streitigkeiten mit dem Eigentümer. In diesen Jahren konnte lediglich 2007, dem Jahr des G8-Gipfels, ein ausgeglichenes Ergebnis erzielt werden. In den übrigen Jahren erwirtschaftete der Fonds Verluste. Die finanzierende HypoVereinsbank hat einer späteren Rückzahlung einer Tranche des Kredites von 15 Millionen Euro zugestimmt. Bisher konnte Fundus keine andere Finanzierung sicherstellen. Nun sollen 24 Zimmer in der Orangerie mit durchschnittlich 60 m² an interessierte Stammkunden verkauft werden, um neues Kapital zu gewinnen. Für März 2011 wird zu einer Gesellschafterversammlung eingeladen, die auf Grundlage eines Gutachtens von Jones Lang LaSalle Hotels und einer Restrukturierungsempfehlung von PricewaterhouseCoopers beschließen soll, das Gesamtkapital der Gesellschaft von 127 Mio. auf 53,6 Mio. Euro zu reduzieren. Gleichzeitig soll frisches Kapital in Höhe von 40,9 Mio. Euro gezeichnet werden. Durch den Kapitalschnitt hält dann künftig das neue Kapital rund 76,4 % der Gesellschaftsanteile, die Altgesellschafter halten die übrigen 23,6 %. Erstmals seit Eröffnung 2003 konnte 2010 ein signifikant positives Hotelbetriebsergebnis von plus 400.000 Euro erzielt werden; damit ist 2010 das erfolgreichste Jahr. Im März 2011 beschloss die Gesellschafterversammlung, das Gesellschaftskapital entsprechend dem überarbeiteten Restrukturierungskonzept von 127 Mio. auf 12,7 Mio. Euro zu reduzieren und 32,6 Mio. neues Kapital bis Jahresende 2011 einzuwerben. Die Kapitaleinwerbung gelang bis zum 13. Dezember 2011 nicht, so dass die Gesellschafterversammlung angesichts der drohenden Insolvenz der Fondsgesellschaft zustimmte, den Zeitraum zu verlängern. Die drei Gläubigerbanken Kreissparkasse Heinsberg, HypoVereinsbank und die OstseeSparkasse Rostock stunden die Schulden bis zum 30. Juni 2012, gehen aber schon jetzt davon aus, die Forderungen teilweise abschreiben zu müssen. Sowohl 2009 wie 2010 konnte die Fondsgesellschaft einen Gewinn von rund 800.000 Euro erwirtschaften. Die Auslastung betrug jedoch zuletzt gerade einmal 44 Prozent im Sommer und 12 Prozent im Winter. Der Geschäftsführer der Jagdfeld-Gruppe, Anno August Jagdfeld, benannte Spaziergänger und „andere Hobby-Paparazzi“ als „Imageproblem“. Auch die Nazizeit wirft noch Schatten auf die Hotelanlage. „Womöglich erwachsen aus der schleichenden Arisierung, der die Rosenberg-Bank im Dritten Reich unterworfen war, noch unangenehme Forderungen. Sie wären eine andere Form der Öffentlichkeit, die kaum erwünscht wäre.“ – so Welt online. Am 27. Februar 2012 meldeten sowohl die Grand Hotel Heiligendamm GmbH & Co KG (Fundus Fonds 34) als auch die Grand Hotel Heiligendamm GmbH Insolvenz vor dem Amtsgericht Aachen an. Während der Hotelbetrieb derzeit normal weiterläuft, werden neue Investoren für das Hotel gesucht, das in den letzten beiden Jahren einen Überschuss erwirtschaftet hatte. Sechs Investoren sollen bereits ihr Interesse bekundet haben. Jagdfeld geht im März 2013 davon aus, dass die Investitionen der Fondsanleger des Fundus Fonds 34 nach der Insolvenz vollständig verloren sind. Rund 50 % ihrer Anlagen hätten die Anleger als Steuererstattung vom Finanzamt erhalten. Die restliche Investition sowie Zinsen oder Ausschüttungen können nicht gezahlt werden. Dem widerspricht jedoch der Insolvenzverwalter, der mit einer positiven Umsatzentwicklung rechnet. Am 29. Mai 2013 wurde gemeldet, dass das insolvente Grand Hotel Heiligendamm an die Berliner Firmen Palladio AG und die De & De Holding für einen Kaufpreis von 30 Mio. Euro verkauft wurde. Die Käufer wollten das Hotel offenbar als Fünf-Sterne-Haus weiterbetreiben. Laut einem Pressebericht reiche der Kaufpreis nicht aus, um die Bankverbindlichkeiten (32,5 Millionen Euro im Jahr 2012) zu bedienen. Anleger würden damit leer ausgehen.
Nach der Insolvenz des Grand Hotels 2012 wurde es im Juli 2013 von dem Steuerberater und Wirtschaftsprüfer Paul Morzynski gekauft, der den Hotelbetrieb fortführen will.
Das Grand Hotel Heiligendamm ist Mitglied im Hotelverbund The Leading Hotels of the World.

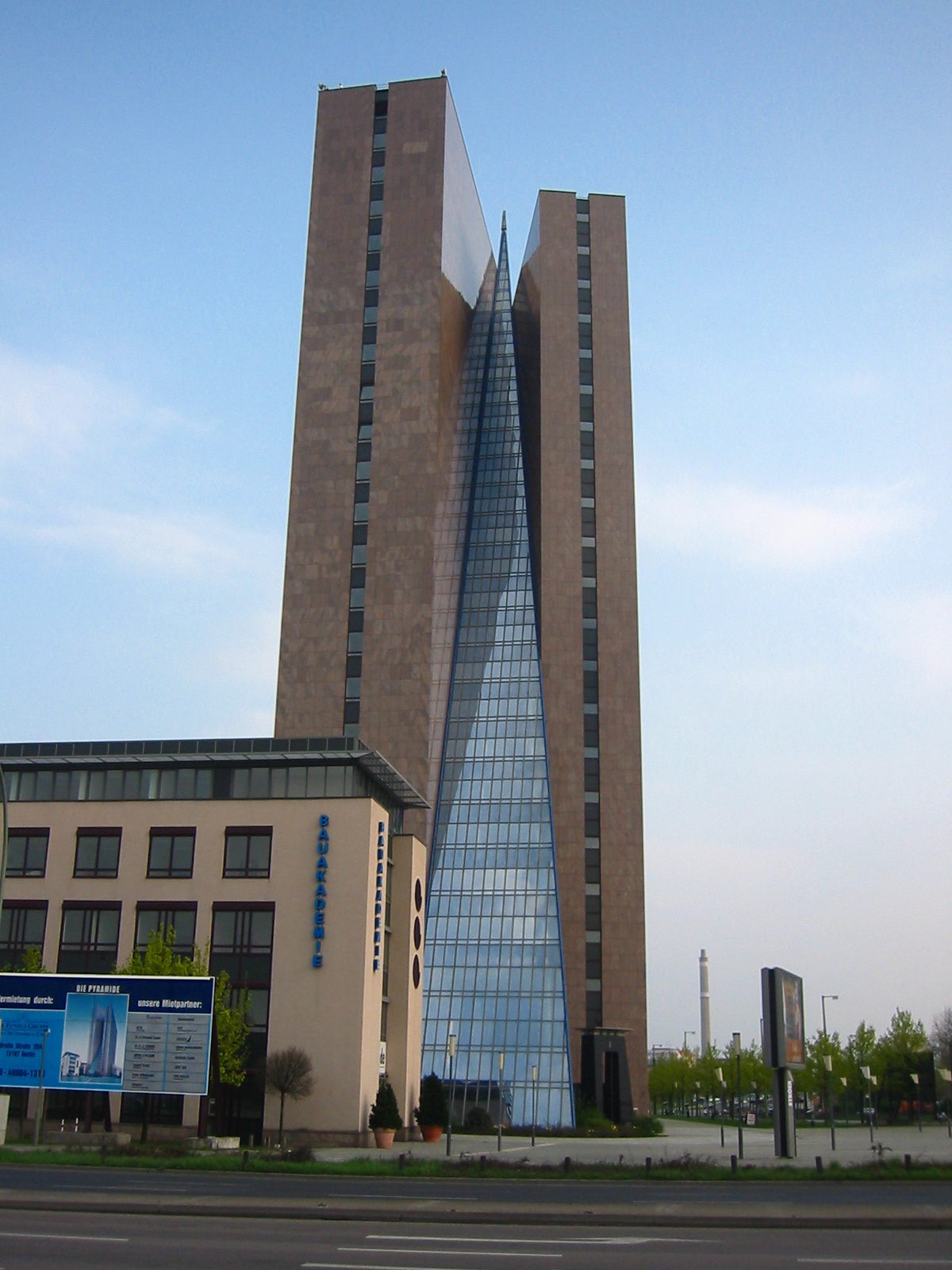
Die Pyramide in Berlin-Marzahn von Norden gesehen

### Die Pyramide, Berlin (1995–2006)
Die Pyramide wurde 1994/95 errichtet. 2004 nahm die Staatsanwaltschaft Köln Ermittlungen auf, weil die vermietbare Fläche deutlich kleiner gewesen sei als im Verkaufsprospekt. 2006 wurde das Objekt verkauft.

## Weitere Immobilienprojekte
Über die vorgenannten Fonds hinaus, betreibt die Fundus-Gruppe und Jagdfeldfamilie weitere Immobilienprojekte.

### Quartier 206, Friedrichstraße 71, Berlin

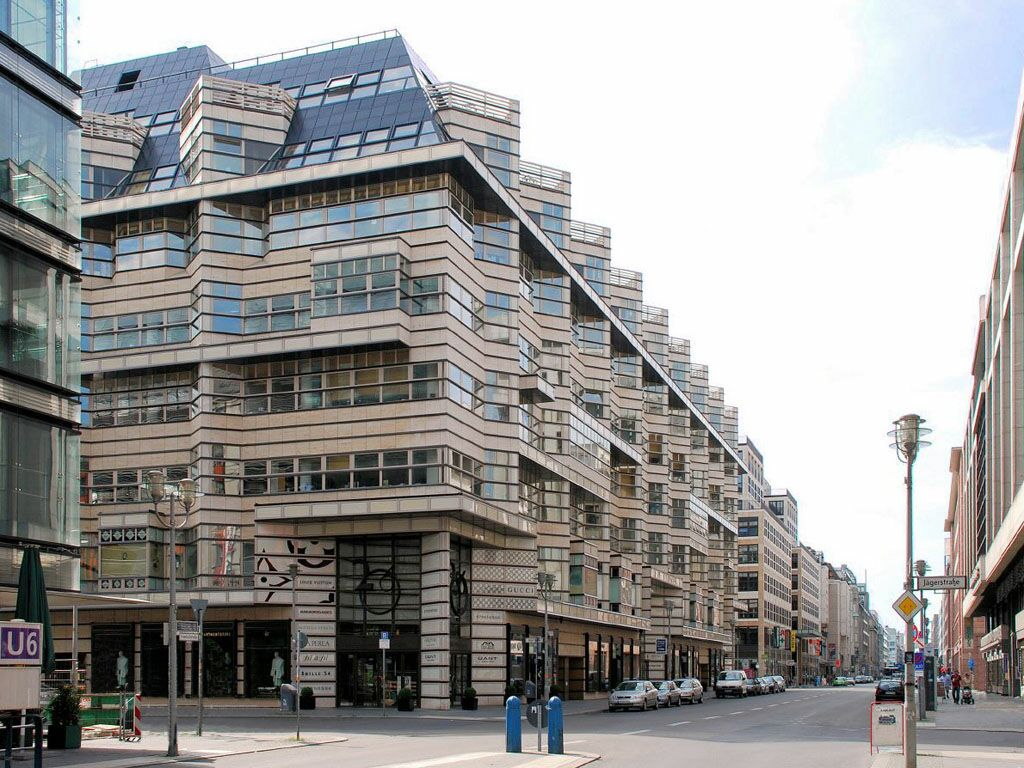
Quartier 206

Das Luxus-Shoppingcenter Quartier 206 an der Friedrichstr. 71 in Berlin-Mitte ist ein weiteres Immobilienprojekt der Jagdfeld-Gruppe. Eigentümer war zunächst die Friedrichstadt-Passagen Quartier 206 Vermögensverwaltung GmbH & Co. KG (bis 2010 unter der Firmenbezeichnung Jagdfeld Friedrichstadt-Passagen Quartier 206 Vermögensverwaltung GmbH & Co. KG bekannt). Unter anderem betreiben darin Nikolaus Jagdfeld und Anna Maria Jagdfeld teure Modeboutiquen wie Departmentstore Quartier 206, Q206 Cabinet, eine Kunstgalerie amj design, ein Kaffeerestaurant im Untergeschoss sowie eine Privatklinik für ästhetische Chirurgie MEOCLINIC im 6. Obergeschoss.
Das Quartier 206 steht seit August 2011 unter Zwangsverwaltung. Auf die Immobilie waren 2020 etwa 160 Millionen Euro an Darlehensschulden im Grundbuch eingetragen, so dass die Bank die Zwangsversteigerung beim Amtsgericht durchsetzte. Eine erste Versteigerung im Juli 2020 scheiterte, nachdem sich erneut Anno August Jagdfeld über eine Gesellschaft, die später hauptsächlich ihm zugeschrieben wurde, den Zuschlag erlangt hatte. Für den November 2020 wurde Q 206 dann erneut zur Versteigerung ausgeschrieben, wegen der hohen Belastungen zu einem Schätzwert von 39 Millionen Euro.

### Kauf der Halbinsel Wustrow, Ostsee
1998 kaufte die Fundus-Gruppe die komplette, etwa 10 km lange und bis zu 2 km breite Halbinsel Wustrow an der Ostsee. Am Beginn der Halbinsel befindet sich nahe dem angrenzenden Ostseebad Rerik ein ehemaliges Kasernengelände. Ein Großteil ist Naturschutzgebiet. Die Halbinsel gilt als munitionsbelastet. Die Konzepte der Fundus-Gruppe zur Bebauung der Halbinsel waren bisher nicht genehmigungsfähig. Eine Bürgerinitiative in der Stadt Rerik wehrt sich gegen das Immobilienprojekt.
Der Zugang zur Halbinsel Wustrow ist mitsamt dem zugehörigen Ostseestrand mit Stacheldrahtzäunen abgesperrt. Eine Bautätigkeit findet nicht statt. Die gesamte Halbinsel ist – wie bereits das dortige militärische Sperrgebiet zu DDR-Zeiten – bis heute für die Öffentlichkeit nicht zugänglich.

## Bekannte Personen mit Führungsverantwortung in der Fundus-Gruppe
- Wolfgang Nagel, vormals Berliner Bausenator, ab 1996 Projektentwickler[39] auf der Position eines Kaufmännischen Geschäftsführers bei der Bredero Projektgruppe Berlin, einer Gesellschaft der Fundus-Gruppe.[40]
- Peter Clever, vormals Ministerialdirektor, seit 2003 Mitglied der dreiköpfigen Hauptgeschäftsführung der Bundesvereinigung der Deutschen Arbeitgeberverbände (BDA) sowie ab 2004 im Rundfunk- bzw. Verwaltungsrat der Deutschen Welle, leitete von 1998 bis 2003 die Unternehmenskommunikation der Fundus-Gruppe.
- Johannes Beermann, späterer Sekretär der sächsischen Staatskanzlei, leitete bis April 2009 die Unternehmenskommunikation der Fundus-Gruppe.
- Tim Raue, 2008–2010 Kulinarischer Direktor im Adlon-Palais Berlin.